# Antonio Boggiano
Antonio Boggiano (Buenos Aires, 21 de octubre de 1946) es un abogado y jurista especializado en Derecho Internacional Privado que fue ministro de la Corte Suprema de Justicia de la Nación Argentina y que fue destituido por mal desempeño de su cargo por el Senado de la Nación en 2005. Está casado con Analía Bercaitz, hija del ministro de la Corte Suprema Miguel Ángel Bercaitz.

## Actuación docente
Estudió  en la Facultad de Ciencias Jurídicas de la Universidad del Salvador donde se recibió de abogado en 1971 y en la Pontificia Universidad Católica Argentina donde se doctoró en 1980 con una tesis sobre Concepto del Derecho Internacional Privado. Su aplicación en algunos institutos civiles y comerciales. 
En la Facultad de Derecho de la Universidad de Buenos Aires fue nombrado Profesor Adjunto Interino ad honorem de Derecho Internacional Privado entre 1976 y 1982 y profesor titular por concurso en 1998.[cita requerida]
En la Facultad de Derecho y Ciencias Políticas de la Universidad Católica Argentina fue profesor Asistente de Derecho Internacional Privado desde 1971 a 1972, Profesor Adjunto de 1973 a 1983 y profesor titular Ordinario desde el 1° de abril de 1984. Desde el 1° de abril de 1985 se desempeñó como profesor titular Ordinario de Derecho Comercial. También fue profesor encargado del curso de Derecho del Comercio Inter¬nacional y Régimen Aduanero para el Doctorado especializado en Derecho Empresario y dirigió desde 1° de abril de 1984 la Sección de Derecho Privado del Instituto de Investigación y Docencia. 
En la Facultad de Ciencias Jurídicas de la Universidad del Salvador fue profesor Auxiliar de Derecho Internacional Privado de 1971 a 1973, profesor adjunto de 1973 a 1975 y profesor titular desde 1975. En el Doctorado en Jurisprudencia fue profesor titular Ordinario de Metodología de la Investigación.
También fue profesor titular de Derecho Internacional Privado entre 1976 y 1982 en la Facultad de Ciencias Jurídicas y Sociales de la Universidad Nacional del Litoral .
Ha dictado cursos como Profesor invitado en la Academia de Derecho Internacional de La Haya en 1981 y 1992.

## Actuación judicial
Fue designado subsecretario letrado de la Corte Suprema de Justicia de la Nación en 1973, ascendido a secretario letrado al año siguiente y nombrado Juez Nacional de Primera Instancia en lo Comercial en 1975.El 8 de febrero de 1981 fue nombrado vocal de la Cámara Nacional de Apelaciones en lo Comercial. 
El 11 de junio de 1991 el presidente Carlos Saúl Menem lo nombró miembro de la Corte Suprema de Justicia de la Nación, que presidió desde el 23 de abril de 1993, y fue destituido mediante juicio político el 28 de septiembre de 2005. Compartió el Tribunal, en distintos momentos con Augusto César Belluscio, Gustavo Alberto Bossert, Carlos S. Fayt, Enrique Petracchi, Ricardo Levene (hijo), Julio Nazareno y Eduardo Moliné O'Connor, Adolfo Vázquez, y Guillermo López.

## Obras
Algunas de sus obras son:
- La doble nacionalidad en Derecho Internacional Privado, Buenos Aires, Depalma, 1973
- Derecho Internacional Privado 4ª edición, 4 tomos, Buenos Aires, 2000.
- Del viejo al nuevo Derecho Internacional Privado. Mediante la cooperación de las organizaciones internacionales, Buenos Aires, 1981.
- Sociedades y grupos multinacionales, Buenos Aires, 1985
- El Divorcio en la Corte, Buenos Aires, 1987.
- Obligaciones en Moneda Extranjera, Buenos Aires, 1987; 2ª edición 1991.
- Contratos Internacionales, Buenos Aires, Depalma, 1990; 2ª edición, Buenos Aires, 1995.
- International Standard Contracts. The Price of Fairness. Dordrecht, Boston, Londres, 1991.
- Por qué una Teoría del Derecho. Introducción a un Derecho Constitucional. Buenos Aires, 1992.
- La Conferencia de la Haya de Derecho Internacional Privado en Latinoamérica. Buenos Aires, 1993.
- Relaciones Judiciales Internacionales. Buenos Aires, 1993.
- Curso de Derecho Internacional Privado. Derecho de las Relaciones Privadas Internacionales, 3ª edición, Buenos Aires, 2001.
- Introducción al Derecho internacional, Relaciones exteriores de los Ordenamientos Jurídicos , Buenos Aires 1995.
- Teoría del Derecho Internacional. Las Relaciones entre los Ordenamientos Jurídicos. “Ius Inter Iura” . Buenos Aires, 1996.
- Derecho Internacional y Derecho de las Relaciones entre los Ordenamientos Jurídicos. Ius Inter Iura.  Buenos Aires 1997.
- Derecho Internacional Público y Privado del Mercosur en la Jurisprudencia de la Corte Suprema de la Nación Argentina , Buenos Aires, 3 tomos, 1998.
- Derecho Internacional. Derecho de las Relaciones entre los Ordenamientos Jurídicos y Derechos Humanos , La Ley, Buenos Aires 2001.
- Derecho Penal internacional en el Derecho de las Relaciones entre los Ordenamientos Jurídicos y en la Jurisprudencia de la Corte Suprema de Justicia de la Nación , La Ley, Buenos Aires 2003. Apéndice, la Ley, 2004.